# Centipede (locomotive)

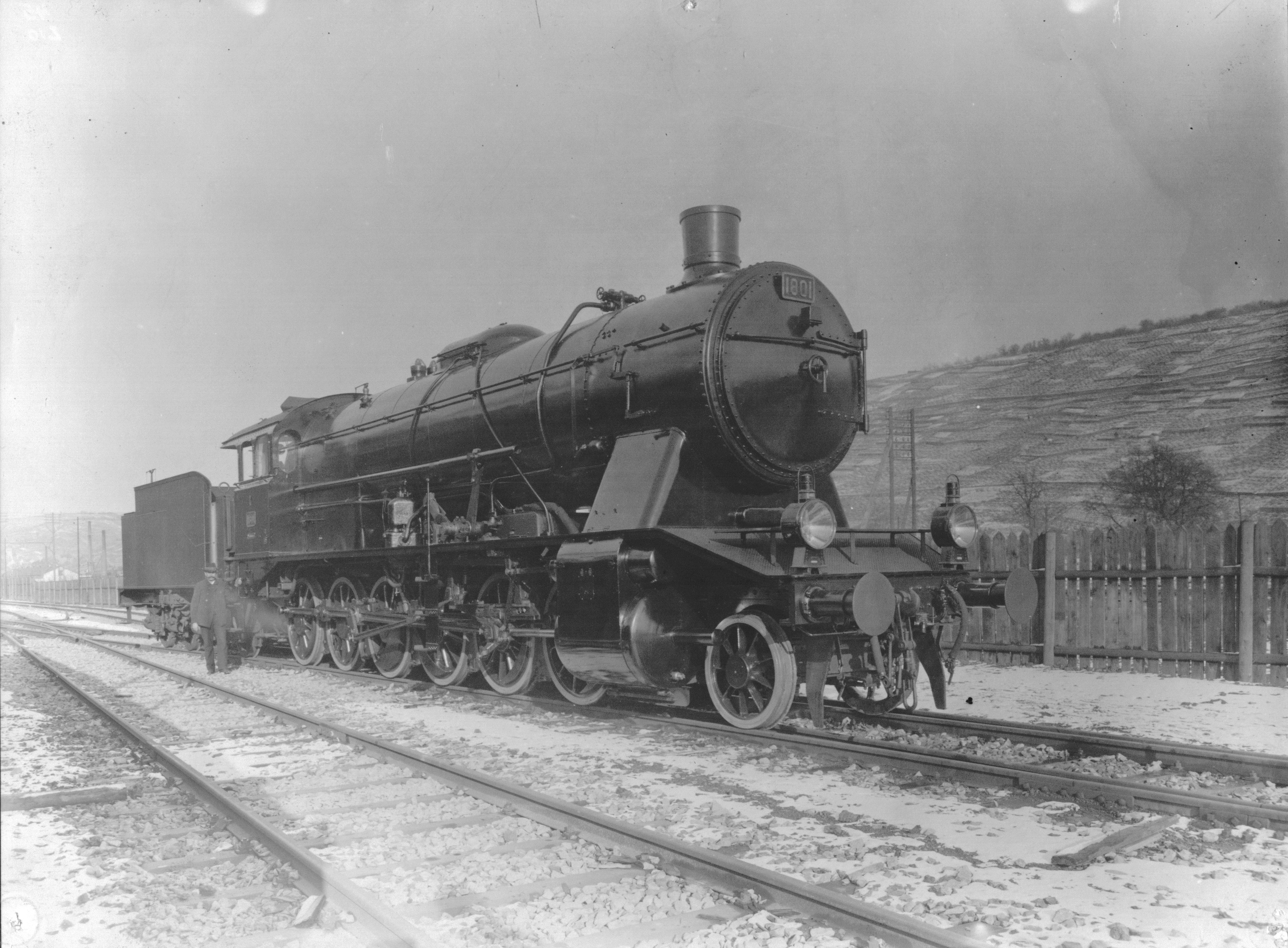
La Württemberg K est un exemple de ce train d'essieux.

Centipede est un type de locomotive à vapeur dont les essieux ont la configuration suivante (de l'avant vers l'arrière) :
- 1 bissel porteur (1 essieu)
- 6 essieux moteurs

## Codifications
Ce qui s'écrit :
- 2-12-0 en codification Whyte.
- 160 en codification d'Europe continentale.
- 1F en codification allemande et italienne.
- 67 en codification turque.
- 6/7 en codification suisse.

## Utilisation

### Europe
En Europe le type Centipede fut peu répandu, en effet les lignes européennes connaissent beaucoup plus de courbes et contre-courbes que les réseaux américains et les distances sont plus courtes. De plus, le trafic marchandise auquel est destiné ce type de machine n'a pas les mêmes proportions et le parc de 150 ou Decapod est amplement suffisant.
Néanmoins l'ingénieur Karl Gölsdorf, employé du réseau autrichien, propose une machine de ce type dès 1911 ; le réseau du Wurtemberg produit en série une machine de ce type : la série K en 1917, rebaptisée 59 en 1925.

### France
En France il faudra attendre le mois de juin 1940 pour voir sortir des Ateliers SNCF de Tours le prototype 160 A 1. En raison des circonstances cette locomotive qui restera unique ne sera testée qu'après-guerre.